# 1172 Äneas
1172 Äneas è un asteroide troiano di Giove del campo troiano dal diametro medio di circa 142,82 km. Scoperto nel 1930, presenta un'orbita caratterizzata da un semiasse maggiore pari a 5,1917935 UA e da un'eccentricità di 0,1034544, inclinata di 16,68347° rispetto all'eclittica.
L'asteroide è dedicato all'eroe troiano Enea.